# 库尔特·哥德尔
库尔特·弗雷德里希·哥德尔（德語：Kurt Friedrich Gödel，1906年4月28日—1978年1月14日），出生於奧匈帝國的美国數學家、邏輯學家和哲學家，维也纳学派（维也纳小组）的成员。哥德尔是二十世纪最伟大的逻辑学家之一，其最杰出的贡献是哥德尔不完备定理和连续统假设的相对协调性证明。
哥德爾1906年出生于捷克的布尔诺（原奥匈帝国），毕业于维也纳大学，1940年移民美国，任职于普林斯顿高等研究院（IAS）直至1976年退休。1978年，哥德爾于新泽西州的普林斯顿市去世。

## 生平

### 学术生涯
大學時，哥德爾曾參加石里克小组的聚會。
1930年9月7日，他正式宣布其哥德尔不完备定理，引起當時重要數學家如冯·诺伊曼和希爾伯特等的重視。後來又鑽研連續統假設，但未能完全解決該問題。

### 逝世情况
哥德爾自幼多病，而且從小就患了强迫症（疑病症）。他還患過抑鬱症。後來他在普林斯頓的醫院絕食而死，因為他認為那些食物有毒。

## 生活轶事

### 國籍
雖然他的傳記列出很多國家，他通常被視為奧地利人。他出生在奧匈帝國的布爾諾，在十二歲时成為捷克斯洛伐克公民，在二十三歲时成為奧地利公民。當希特勒吞併奧地利时，哥德尔自動成為德國人。第二次世界大戰後，他再次成為奧地利公民，而且取得美國公民權利。
1947年12月5日，阿尔伯特·爱因斯坦和奥斯卡·摩根斯特恩作为见证人陪同哥德尔参加美国公民权考试，哥德尔向他两人吐露自己发现了美国宪法中存在一个矛盾可以使一位美国公民成为独裁者，后称哥德尔漏洞。于是爱因斯坦和摩根斯特恩非常担心他们的朋友会因为自己行为让人捉摸不定而影响他申请公民权。移民法官飞利浦·福曼正好认识爱因斯坦并主持过爱因斯坦的入籍宣誓听证会。开始一切进展顺利，但是当福曼恰好问到哥德尔在美国是否可能产生像纳粹一样的独裁政权，哥德尔便开始对福曼解释起自己的发现。福曼理解了是什么情况，将哥德尔打断，继续问其他问题并按常规结束了听证。

### 其它
哥德爾的大部分手稿使用加貝爾斯貝格速記法寫成。格言：「有些事實被認知為真，但不必然可證。」